# بافت استخوانی
بافت استخوانی (انگلیسی: Bone tissue)، میوه کاملاً متمایز است و بخش سفت استخوان را تشکیل می‌دهد.
بافت استخوانی سخت است و مانند سایر بافت‌های پشتیبان از سلول‌ها، رشته‌های کلاژن که جزو مادهٔ زمینه است برخلاف بافت‌های پیوندی دیگر  پوشش خارجی و پوشش داخلی تشکیل شده‌است.
تجزیه استخوان نشان می‌دهد که ۶۲٪ آن مواد معدنی و ۳۸٪ مواد آلی است. ۸۵٪ از مواد معدنی فسفات کلسیم، ۱۰٪ آن کربنات کلسیم و ۵٪ بقیه سایر املاح است.
اگر بافت استخوانی در اسید قرار گیرد، مواد معدنی آن حل شده و سختی خود را از دست داده، نرم می‌شود و کاملاً قابل بریدن می‌شود، این عمل را دکلسیفیکیشن (Decalcification) گویند. عکس این عمل در تشکیل و رشد استخوان اتفاق می‌افتد.

## ساختار
استخوان متراکم:

برشی از یک استخوان متراکم.

با چشم معمولی و غیر مسلح، به صورت متراکم و بی شکل دیده می‌شود، و لایه خارجی استخوان را تشکیل می‌دهد. موقعی که استخوان متراکم زیر میکروسکوپ مورد بررسی قرار می‌گیرد، واحدهایی با آرایش منظم مشاهده می‌شوند که سیستم هاورس نام دارد. سیستم هاورس از قسمت‌های ریز تشکیل شده‌است.
1. یک حفره مرکزی (مجرای هاورس) که محتوی اعصاب و عروق است.
2. دایره‌های هم‌مرکز استخوانی (لاملا) که حفره مرکزی را احاطه کرده‌اند.
3. لاکونا به فضاهای بین لاملا که محتوی سلول‌های استخوانی هستند گفته می‌شود.
4. کانالیکولها، مجاری باریکی هستند که لاملا عبور کرده و به لاکوما وصل می‌شوند. از میان همین مجاری است که مواد غذایی به وسیلهٔ رگ‌ها به داخل مجرای هاورس پخش می‌شوند.

مابین سیستم‌های هاورس مجاور، لاملاهای دیگر به نام لاملاهای میان بافتی وجود دارند؛ و دورتادور محل استخوان توسط لاملاهای دیگری به نام لاملاهای محیطی احاطه شده‌است. مجاری هاورس مجاور هم، به وسیله مجاری عرضی باریکه (مجاری ولکمن Volkmann's canal) به یکدیگر متصل می‌شوند و از میان همین مجاری است که رگ‌ها از یک سیستم هاورس به سیستم دیگر راه می‌یابند. گرچه استخوان متراکم با چشم معمولی بی شکل به نظر می‌آید، ولی می‌توان فضاهایی را در آن مشاهده کرد که تفاوت عمده میان استخوان متراکم و اسفنجی در اندازه همین فضاهاست.
استخوان اسفنجی:
در رشته‌های استخوانی به نام ترابکولا که فضای ما بین آن‌ها توسط چشم معمولی قابل رویت است تشکیل شده‌است. مقدار هر یک از دو نوع استخوان فوق، از استخوانی به استخوان دیگر و از قسمتی از استخوان به قسمتی دیگر فرق می‌کند؛ و بستگی به میزان قدرت مورد نیاز آن استخوان دارد. در تنه استخوان مداز، یک لایه خارجی ضخیم از نوع استخوان متراکم وجود دارد. در صورتی که در یک استخوان نامنظم یا کوتاه لایه متراکم استخوان نسبتاً نازک است.
استخوان اسفنجی دارای لاملاهایی است که از نظر ساختمان شبیه به لاملاهای استخوان متراکم هستند با این تفاوت که فضاهای موجود در استخوان اسفنجی بزرگتر بوده و سیستم‌های هاورس فقط در ترابکول‌های بزرگ دیده می‌شوند. استخوان اسفنجی مواد غذایی خود را از رگ‌های اطراف دریافت می‌کند.

## عناصر بافت استخوانی
I- سلول‌های استخوانی
استخوان‌ها در نگهداری و محافظت اندام‌های نرم، ذخیره مواد معدنی، تولید سلول‌های خونی نقش دارند وتوسط عضلات اسکلتی جابجا می‌گردند.
سلول‌های مزانشیمی که سازنده سلول‌های استخوان‌ساز (Osteoprogenitor cells) می‌باشند به دو گروه تقسیم می‌گردند. یکی سلول‌های دوکی یا کشیده که دارای زوائد سیتوپلاسمی است و به نام سلول‌های استخوانی غیرفعال (Inactive osteoblast). دیگری سلول‌های مکعبی یا استوانه‌ای شکل با هسته‌های قاعده‌ای که نسبت به تیغه‌های استخوانی عمود است و ماتریکس در بافت استخوانی توسط آن‌ها ترشح می‌گردد، که به نام سلول‌های استخوانی فعال (Active osteoblast) خوانده می‌شوند. این سلول‌ها، سیتوپلاسمی بازوفیلی داشته و به سلول‌های بالغ استخوانی یا استئوسیت (Osteocyte) تبدیل می‌گردند. سلول‌های اخیر ستاره‌ای شکل با هسته پهن، تیره و زوائد سیتوپلاسمی بلند فراوانی می‌باشند. این سلول‌ها در حفراتی به نام لاکونا (Lacunae) قرار دارند. (شکل‌های ۳۵ و ۳۶) در اطراف این حفرات، مجاری باریکی به نام کانالیکول (Canaliculi) موجود است که زوائد سیتوپلاسمی سلول‌ها در این لوله‌های کوچک یا کانالیکول‌ها وارد می‌شود. زوائد سیتوپلاسمی این سلول‌ها توسط اتصال بارونه به یکدیگر متصل می‌شوند و از این راه یون‌ها و سایر مولکول‌های کوچک به راحتی از یک سلول به سلول دیگر انتقال می‌یابند. این ارتباط گاه تا ۲۰ ردیف از سلول‌های استخوانی را در دنبال هم امکان‌پذیر می‌کند
II- رشته‌های کلاژن (Collagen fibers)
این رشته‌ها که جزئی از مواد آلی استخوان هستند، از نوع رشته‌های کلاژن نوع یک می‌باشند که بسیار ظریف و در دسته‌هایی به ضخامت ۳ تا ۵ میکرون قرار دارند و به نام رشته‌های کلاژن استخوانی (Osteocollagenous fibers) نامیده می‌شوند. ناگفته نماند که این رشته‌ها جزئی از ماده بنیادی استخوان نیز محسوب می‌گردند.
III- ماده بنیادی (Bone matrix)
مواد معدنی که قسمت اعظم ماده بنیادی استخوان را تشکیل می‌دهند شامل فسفات کلسیم، کربنات کلسیم، هیدروکسی آپاتایت، (Hydroxyaptite) و مواد آلی آن از گلیکوزامینوگلیکان‌ها که از انواع کندروایتین سولفات‌های ۴ و ۶ است، به صورت سیمانی همراه با رشته‌های کلاژن به یکدیگر محکم می‌شوند و ایجاد تیغه‌های استخوانی (Lamellae) را می‌نمایند، که در استحکام استخوان مؤثرند. هر تیغه استخوانی فاصله بین ردیف‌های سلول‌های استئوسیت است که توسط ماده بنیادی، مواد کلسیمی و کلاژن پر شده‌است. گلایکوپروتئین‌های استخوان (استئوکلسین و سیالوپروتئین) (لازم به ذکر هست که در اصل استئوکلسین نوعی پروتئین وابسته به k هست و  گلیکو پروتئین در نظر نمی گیریم گلیکوپروتئین مهم استخوان استئونکتین است) دارای قدرت جذب ترکیبات کلسیمی فراوان می‌باشد.
تیغه‌های استخوانی که به ضخامت ۳ تا ۷ میکرون می‌باشند، از اختصاصات بافت استخوانی بالغ می‌باشد. استخوان اسفنجی به شکل تیغه‌های نامنظم قرار دارند و در حالی که تیغه‌های آن‌ها توسط مغز استخوان از یکدیگر جدا شده‌اند، حفره حفره به نظر می‌رسند
لازم است ذکر شود برای نگهداری بلورهای آپاتایت یون فلوراید نیز ضروری است.
IV- پوشش خارجی استخوان یا پریوست (Periosteum)
یک لایه همبندی ویژه‌ای است که سطح خارجی استخوان را به استثنای سطوح مفصلی می‌پوشاند و بر روی تیغه‌های استخوانی اطرافی خارجی قرار دارد. پریوست در نقاطی که تاندون یا رباط به استخوان متصل می‌گردد بسیار محکم به تیغه‌های استخوانی می‌چسبد و با پوشش خارجی یکی می‌شود.
لایه داخلی: نسبتاً سست است و از الیاف همبندی کم و سلول‌های زیادی تشکیل یافته‌است و شامل سلول‌های پیش استخوان ساز (Osteopr

## بازسازی استخوان
یک فرایند مادام العمر است که در آن بافت استخوان بالغ تخریب شده (فرایندی به نام استخوان) و بافت استخوانی جدید تشکیل می شود (فرایندی به نام تشکیل استخوان جدید). این فرایند تغییر شکل یا بهبود استخوان در پی صدماتی مانند شکستگی استخوان یا آسیب های جزئی که در طی فعالیت طبیعی روزمره رخ میدهد را نیز کنترل می کنند . در انسان، کل اسکلت بدن تقریباً هر 10 سال یک بار توسط دو فرایند تجزیه استخوان و تشکیل استخوان بازسازی می‎شود. تجزیه‎ استخوان، که در آن استخوان پیر و آسیب دیده توسط استئوکلاستها حذف می‎شود، حدود 4-6 هفته طول ‎می‎کشد که روند نسبتاً سریعی است. در حالی که، تشکیل استخوان جدید که توسط استئوبلاستها صورت می‎گیرد، تقریباً 4-5 ماه طول می‎کشد. استئوکلاست‎ها و استئوبلاست‎ها سلول‎های تمایزیافته از دو رده سلولی متفاوت هستند: استئوکلاست‎ها از سلول‌های بنیادی خونساز و استئوبلاست‎ها از سلول‎های مزانشیمی متمایز می‎شوند. عدم تعادل در تنظیم دو فرایند تجزیه و تشکیل استخوان منجر به بسیاری از بیماری های متابولیک استخوان مانندپوکی استخوان می شود .

## نحوه تشکیل استخوان از سلول‎های بنیادی مزانشیمی
نحوه تشکیل استخوان از سلول‎های بنیادی مزانشیمی به ترتیب زیر می‎باشد:
1) فعال شدن سلول‎های بنیادی مزانشیمی (MSC) توسط فاکتور رشد تغییردهنده بتا و مهاجرت به مکان‎هایی که تجزیه‎ استخوان صورت می‎گیرد که در نهایت پیش استئوبلاست‎ها را می‎سازند.
2) پیش استئوبلاست‎ها، جمعیت ناهمگن سلولی‎ اند فاکتور رونویسی RUNX2 را بیان کرده که این فاکتور نقش اصلی و کلیدی را در فرایند استخوان ‎سازی ایفا می‎کند. این سلول‎ها توسط آلکالین فسفاتاز و استئوکلسین، استئوبلاست‎ها را می‎سازند.
3) استئوبلاست‎ها سلول‎های مکعبی شکل قطبی شده هستند که برای ترشح فعال ماتریکس برون‌یاخته‌ای(ECM) تخصص یافته ‎اند. این سلول‎ها دارای طول عمر نسبتاً کوتاهی(در استخوان‎های انسان 3 ماه تخمین زده می‎شود) هستند . ECM که از کلاژن نوع I بسیار غنی ولی هنوز معدنی نشده ، به عنوان استخوان‌واره(استئوئید) شناخته می‎شود. معدنی سازی از طریق تجمع فسفات کلسیم به شکل هیدروکسی آپاتیت اتفاق می افتد. تشکیل ECM معدنی منجر به ماده سخت اما سبک می‎شود که استخوان را تشکیل می‎دهد.
4) وقتی که ECM تشکیل شد، استئوبلاست‎ها سه سرنوشت ممکن دارند: به استئوسیت‎های تعبیه شده در ماتریکس معدنی‎ شده‎ استخوان تبدیل شده و اکثر اندامک‎های سیتوپلاسمی خود را از دست می‎دهند، در اثر خزان یاخته‌ای(آپوپتوز) می‎میرند، یا به سلول‎های پوششی استخوان تبدیل می‎شوند.
استئوسیت‎ها، که فراوان ترین سلول‎های استخوانی هستند، 90-95٪ از کل سلول‎های استخوانی در یک بزرگسال را تشکیل می‎دهند. آن‎ها در طی تشکیل استخوان از استئوبلاست‎هایی که در مرحله‎ آخر تمایز هستند و توسط ماتریکس غیرمعدنی (استئوئید) احاطه‎ شدند،  مشتق می‎شوند. هنگامی که استئوئید معدنی می‎شود، استئوسیت‎ها در آن جا به دام می‎افتند و با یکدیگر و با استئوبلاست‎ها و با سلول‎های پوششی روی سطح استخوان شبکه گسترده‎ ای ایجاد می‎کنند. برخلاف استئوبلاست‎ها، استئوسیت‎ها می‎توانند در طول زندگی یک فرد زنده بمانند. این سلول‎ها دارای یک جسم سلولی کوچک و تعداد زیادی دنباله‎ های سیتوپلاسمی بلند دندریتیک مانند هستند که کانال در داخل استخوان را تشکیل می‎دهند و نقش مهمی در تنظیم تمایز و عملکرد استئوبلاست و استئوکلاست دارند.
بررسی بیان ژن‎هایrunt-related transcription factor 2 (RUNX2) ، alkaline phosphatase (ALP)  و osteopontin (OPN) می‎تواند جهت تشخیص درجه تمایز سلول‎های بنیادی مزانشیمی به سلول‎های استخوان استفاده شود .

## تجزیه‎ استخوان توسط استئوکلاست‎ها
تجزیه‎ استخوان توسط استئوکلاست‎ها بدین صورت است که با ترشح هیدروکلریک اسید ماتریکس معدنی تجزیه شده و ترشح پروتئازها به ویژه سیستئین پروتئاز کاتپسین K و ماتریکس متالوپروتئیناز سبب تجزیه ماتریکس آلی می‎شود .